# Mare verde
Mare verde è una canzone in lingua napoletana pubblicata nel 1961.

## Storia

### Giugno della Canzone Napoletana

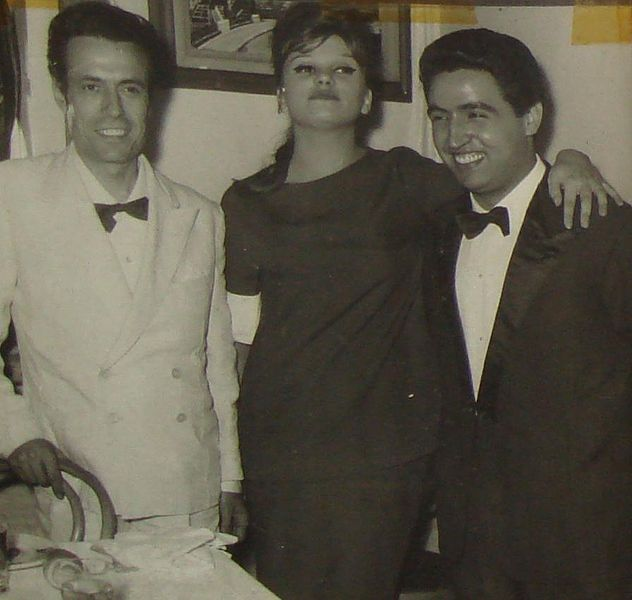
Salvatore Mazzocco, Milva e Mario Trevi nel 1961

Scritto dal poeta Giuseppe Marotta, musicato da Salvatore Mazzocco e prodotto dalla Titanus, il brano fu presentato da Mario Trevi e Milva al Giugno della Canzone Napoletana del 1961. Alla manifestazione, tenutasi il 24, 25 giugno con la finalissima il 2 luglio, furono presentate ventiquattro canzoni attraverso la voce di artisti come Sergio Bruni, Maria Paris, Aurelio Fierro, Nunzio Gallo, Nilla Pizzi, Giacomo Rondinella, Fausto Cigliano, Achille Togliani. Per pubblicizzare il brano, alcuni sostenitori elettorali tinsero di verde un largo specchio di mare di Mergellina.
Il 9 luglio viene pubblicata la classifica finale sulla rivista TV Sorrisi e Canzoni. Mare verde arrivò al secondo posto, con 118.831 voti. Il brano, in seguito, verrà inciso anche da altri noti cantanti napoletani, come Sergio Bruni, Mario Abbate e Roberto Murolo. La versione di Mario Trevi verrà incisa su etichetta Durium e pubblicata in Italia e all'estero, come in Francia, Venezuela, Argentina.

### La scomparsa di Marotta
Il 12 ottobre 1963 muore il poeta Giuseppe Marotta. Cinque giorni dopo, il 17 ottobre, viene trasmessa la prima serata del Festival di Napoli 1963, presentato da Nunzio Filogamo e Pippo Baudo. In suo onore, Filogamo e Baudo commemorano il poeta scomparso e l'Orchestra attacca il suo grande successo musicale Mare verde.

### Dal 1961 ad oggi
Nel 1976, per commemorare la scomparsa del compositore Salvatore Mazzocco, la casa discografica Durium dedica a quest'ultimo l'album La Napoli di Salvatore Mazzocco: cantano Aurelio Fierro, Mirna Doris, Mario Trevi, dove è presente Mare verde nella versione di Trevi, ed altri successi del musicista, come Indifferentemente, Core spezzato e Preghiera a 'na mamma
Nel 1989 Mario Trevi incide una nuova versione del brano, pubblicata nell'album I miei successi di ieri... cantati oggi.
Nel 1997 Trevi, intervistato da Paolo Limiti, esegue il brano alla trasmissione Ci vediamo in Tv.

## Il testo
Varie sono le versioni dei critici su quale sia stato il soggetto ispiratore di Marotta nello scrivere il brano. Secondo alcuni critici, il poeta si ispirò dal prato verde dello Stadio San Paolo di Napoli, da poco inaugurato. Altri trovano la risposta nel bosco di Capodimonte, zona in cui nacque il poeta il 5 aprile 1902.

## La critica
Secondo il critico Maurizio Becker, Mare verde è l'ultima rappresentazione di genuinità artistica napoletana del Ventesimo secolo, lontana dalla tendenza commerciale dell'epoca.

## Interpretazioni
Oltre a Mario Trevi e Milva, tra gli interpreti del brano vi sono:
- Sergio Bruni
- Roberto Murolo
- Mario Abbate
- Giacomo Rondinella
- Mirna Doris
- Alberto Berri
- Gigi Finizio
- Giovanna
- Mario Da Vinci
- Carfed (versione strumentale)[8]